# Aralia javanica
Aralia javanica là một loài thực vật]] thuộc họ Araliaceae. Đây là loài đặc hữu của Indonesia.